# 耶德瓦布內
耶德瓦布內（Jedwabne）是波蘭的城市。屬波德拉謝省。2002年，有人口1,942人。耶德瓦布內首次被提到是在1455年。1736年，耶德瓦布內獲得城市地位。市內曾有紡織工廠。二戰期間，蘇聯和德國曾入侵這裡。並對這裡的居民展開大屠殺，一些居民被送到集中營。
53°17′N 22°18′E / 53.283°N 22.300°E